# Карбонель, Томас
Томас Карбонель Льядо (исп. Tomás Carbonell Lladó; род. 7 августа 1968, Барселона) — испанский теннисист, теннисный тренер и функционер. Победитель Открытого чемпионата Франции в миксте (2001), победитель 24 турниров Гран-при и ATP-тура (2 в одиночном и 22 в парном разряде), обладатель командного Кубка мира (1997) со сборной Испании, победитель двух турниров Большого шлема в парном разряде среди юношей (1986).

## Игровая карьера
Начал играть в теннис в 10 лет. В 1985 и 1986 годах становился чемпионом Испании среди юношей, а в 1986 году добился значительных успехов и в международных юношеских турнирах. В этом году стал чемпионом Европы и победителем турниров Большого шлема (Уимблдонский турнир и Открытый чемпионат США) в парном разряде среди юношей, соответственно с Петром Кордой и Хавьером Санчесом). Ещё на одном турнире Большого шлема, Открытом чемпионате Франции, дошёл в этом же разряде до финала.
Перешёл в профессиональный теннис в 1987 году. В конце того же года в в Буэнос-Айресе в паре с Серхио Касалем выиграл первый в карьере турнир Гран-при, в 1989 году добавив к этому титулу ещё два. Завершил сезон в числе 100 лучших игроков мира как в одиночном, так и в парном разряде согласно рейтингу ATP.
В 1990 году перенёс аппендицит во время выступлений в Открытом чемпионате Италии, но несмотря на это выиграл до конца года очередные два турнира в парном разряде в новом туре ATP, а в одиночном разряде побывал в полуфинале турниров в Касабланке и в Итапарике (Бразилия). На Открытом чемпионате США в паре с Серхи Бругерой пробился в четвертьфинал.
Продолжал побеждать в турнирах ATP в парном разряде в 1991—1993 годах (соответственно 1, 2 и 3 титула за сезон), в 1992 году завоевав в Масейо (Бразилия) также первый титул в одиночном разряде. В 1991 году дебютировал в составе сборной Испании в Кубке Дэвиса и принёс команде единственное очко в четвертьфинальном матче Мировой группы против американцев, в пятой игре матча победив Рика Лича.
За 1994 год не завоевал ни одного нового индивидуального титула, но весной в составе сборной Испании стал финалистом командного Кубка мира, выступая в паре с Карлосом Костой а ближе к концу сезона дважды играл в финалах парных турниров ATP с Франсиско Ройгом. За следующий год Карбонель и Ройг выиграли вместе четыре турнира ATP и ещё дважды проигрывали в финалах. В октябре достиг в парном рейтинге ATP 22-го места — высшее достижение в карьере.
В 1996 году Карбонель добавил к списку побед ещё один титул в одиночном разряде и один в парном (с Ройгом, с которым по итогам сезона они заняли 13-е место в списке лучших пар мира). Принял участие в Олимпийских играх в Атланте, где в паре с Бругерой дошёл до четвертьфинала. В этом же году в последний раз сыграл за сборную Испании в Кубке Дэвиса, где в паре с Алексом Корретхой обыграл соперников из сборной Дании и помог своей команде одержать победу в четвертьфинальном матче с общим счётом 4:1. На следующий год в командном Кубке мира победил с испанской сборной в финале соперников из Австралии, в паре с Ройгом обыграв в парной встрече первую пару мира Тодда Вудбриджа и Марка Вудфорда.
В 1997 и 1998 годах Карбонель не сумел добавить к списку личных титулов ни одного нового. Однако в следующие три года он выиграл ещё 6 турниров ATP в парном разряде, три из них — с аргентинцем Лукасом Арнольдом. В 1999 и 2000 годах дважды подряд играл в полуфинале Открытого чемпионата Франции с двумя другими аргентинцами — Пабло Альбано и Мартином Гарсией. В турнире 2000 года Карбонель и Гарсия обыграли по пути в полуфинал первую пару мира — Алекса О’Брайена и Джареда Палмера. В 2000 году сумма призовых Карбонеля за карьеру превысила 3 миллиона долларов. Полуфинал Открытого чемпионата Франции остался лучшим результатом испанца в турнирах Большого шлема в мужском парном разряде, однако в 2001 году в миксте с Вирхинией Руано Паскуаль он завоевал в этом же турнире чемпионский титул. Испанская пара обыграла в финале в двух сетах аргентинку Паолу Суарес и бразильца Жайми Онсинса. В этом же году Карбонель завершил игровую карьеру.

## Положение в рейтинге в конце сезона
| Год              | 1986 | 1987 | 1988 | 1989 | 1990 | 1991 | 1992 | 1993 | 1994 | 1995 | 1996 | 1997 | 1998 | 1999 | 2000 | 2001 |
| ---------------- | ---- | ---- | ---- | ---- | ---- | ---- | ---- | ---- | ---- | ---- | ---- | ---- | ---- | ---- | ---- | ---- |
| Одиночный разряд | 404  | 242  | 209  | 77   | 76   | 96   | 65   | 89   | 62   | 74   | 75   | 170  | 167  | 826  |      |      |
| Парный разряд    | 552  | 155  | 97   | 33   | 51   | 67   | 76   | 57   | 82   | 27   | 36   | 53   | 40   | 42   | 36   | 64   |

## Финалы турниров Большого шлема за карьеру

### Смешанный парный разряд (1-0)
| Результат | Год  | Турнир                     | Покрытие | Партнёрша               | Соперники в финале        | Счёт в финале |
| --------- | ---- | -------------------------- | -------- | ----------------------- | ------------------------- | ------------- |
| Победа    | 2001 | Открытый чемпионат Франции | Грунт    | Вирхиния Руано Паскуаль | Паола Суарес Жайми Онсинс | 7-5, 6-3      |

## Финалы турниров Гран-при и ATP-тура за карьеру

### Одиночный разряд (2-2)
| Легенда                              |
| ------------------------------------ |
| Большой шлем (0)                     |
| Чемпионат мира ATP/Кубок Мастерс (0) |
| Mercedes-Benz ATP Super 9 (0)        |
| ATP Championship Series (0+1)        |
| ATP World/ATP International (2+18)   |
| Гран-при (0+3)                       |

| Результат | №  | Дата           | Турнир                 | Покрытие | Соперник в финале | Счёт в финале   |
| --------- | -- | -------------- | ---------------------- | -------- | ----------------- | --------------- |
| Победа    | 1. | 9 февраля 1992 | Масейо, Бразилия       | Грунт    | Кристиан Миниусси | 7-612, 5-7, 6-2 |
| Поражение | 1. | 12 июля 1992   | Бостад, Швеция         | Грунт    | Магнус Густафссон | 7-5, 5-7, 4-6   |
| Поражение | 2. | 19 июня 1994   | Санкт-Пёльцен, Австрия | Грунт    | Томас Мустер      | 6-4, 2-6, 4-6   |
| Победа    | 2. | 31 марта 1996  | Квсабланка, Марокко    | Грунт    | Гильберт Шаллер   | 7-5, 1-6, 6-2   |

### Парный разряд (22-10-1)
| Результат | №   | Дата             | Турнир                  | Покрытие | Партнёр               | Соперники в финале                   | Счёт в финале  |
| --------- | --- | ---------------- | ----------------------- | -------- | --------------------- | ------------------------------------ | -------------- |
| Поражение | 1.  | 15 ноября 1987   | Сан-Паулу, Бразилия     | Грунт    | Серхио Касаль         | Гилад Блюм Хавьер Санчес             | 3-6, 7-6, 4-6  |
| Победа    | 1.  | 22 ноября 1987   | Буэнос-Айрес, Аргентина | Грунт    | Серхио Касаль         | Джей Бергер Орасио де ла Пенья       | без игры       |
| Отменён   |     | 30 июля 1989     | Хилверсюм, Нидерланды   | Грунт    | Диего Перес Бурин     | Марк Куверманс Паул Хархёйс          | отменён        |
| Победа    | 2.  | 17 сентября 1989 | Мадрид, Испания         | Грунт    | Карлос Коста          | Франсиско Клавет Томаш Шмид          | 7-5, 6-3       |
| Победа    | 3.  | 1 октября 1989   | Бордо, Франция          | Грунт    | Карлос ди Лаура       | Хайме Исага Агустин Морено           | 6-4, 6-3       |
| Победа    | 4.  | 24 июня 1990     | Генуя, Италия           | Грунт    | Удо Риглевски         | Кристиано Каратти Федерико Мордеган  | 7-6, 7-6       |
| Победа    | 5.  | 16 сентября 1990 | Бордо (2)               | Грунт    | Либор Пимек           | Мансур Бахрами Янник Ноа             | 6-3, 6-7, 6-2  |
| Поражение | 2.  | 11 ноября 1990   | Итапарика, Бразилия     | Грунт    | Маркос Аурелио Горрис | Мауру Менезис Фернанлу Роэзи         | 6-7, 5-7       |
| Победа    | 6.  | 4 августа 1991   | Кицбюэль, Австрия       | Грунт    | Франсиско Ройг        | Пабло Аррайя Дмитрий Поляков         | 6-7, 6-2, 6-4  |
| Победа    | 7.  | 12 июля 1992     | Бостад, Швеция          | Грунт    | Кристиан Миниусси     | Кристиан Бергстрём Магнус Густафссон | 6-4, 7-5       |
| Победа    | 8.  | 11 октября 1992  | Афины, Греция           | Грунт    | Франсиско Ройг        | Марк Куверманс Марсело Филиппини     | 6-3, 6-4       |
| Победа    | 9.  | 2 мая 1993       | Мадрид (2)              | Грунт    | Карлос Коста          | Люк Дженсен Скотт Мелвилл            | 7-6, 6-2       |
| Победа    | 10. | 13 июня 1993     | Флоренция, Италия       | Грунт    | Либор Пимек           | Грег ван Эмбург Марк Куверманс       | 7-6, 2-6, 6-1  |
| Победа    | 11. | 14 ноября 1993   | Буэнос-Айрес (2)        | Грунт    | Карлос Коста          | Серхио Касаль Эмилио Санчес          | 6-4, 6-4       |
| Поражение | 3.  | 30 октября 1994  | Сантьяго, Чили          | Грунт    | Франсиско Ройг        | Матс Виландер Карел Новачек          | 6-4, 6-7, 6-7  |
| Поражение | 4.  | 13 ноября 1994   | Буэнос-Айрес            | Грунт    | Франсиско Ройг        | Серхио Касаль Эмилио Санчес          | 3-6, 2-6       |
| Поражение | 5.  | 12 февраля 1995  | Дубай, ОАЭ              | Хард     | Франсиско Ройг        | Патрик Гэлбрайт Грант Коннелл        | 2-6, 6-4, 3-6  |
| Поражение | 6.  | 5 марта 1995     | Роттердам, Нидерланды   | Ковёр(i) | Франсиско Ройг        | Мартин Дамм Андерс Яррид             | 3-6, 2-6       |
| Победа    | 12. | 26 марта 1995    | Касабланка, Марокко     | Грунт    | Франсиско Ройг        | Эмануэл Коту Жуан Кунья-и-Силва      | 6-4, 6-1       |
| Победа    | 13. | 18 июня 1995     | Порту, Португалия       | Грунт    | Франсиско Ройг        | Хорди Арресе Алекс Корретха          | 6-3, 7-6       |
| Победа    | 14. | 23 июля 1995     | Штутгарт, Германия      | Грунт    | Франсиско Ройг        | Ян Симеринк Эллис Феррейра           | 3-6, 6-3, 6-4  |
| Победа    | 15. | 8 октября 1995   | Валенсия, Испания       | Грунт    | Франсиско Ройг        | Том Кемперс Джек Уэйт                | 7-5, 6-3       |
| Поражение | 7.  | 31 марта 1996    | Касабланка              | Грунт    | Франсиско Ройг        | Иржи Новак Давид Рикл                | 6-7, 3-6       |
| Победа    | 16. | 14 апреля 1996   | Оэйраш, Португалия      | Грунт    | Франсиско Ройг        | Грег ван Эмбург Том Нейссен          | 6-3, 6-2       |
| Поражение | 8.  | 21 июля 1996     | Штутгарт                | Грунт    | Франсиско Ройг        | Либор Пимек Байрон Талбот            | 2-6, 7-5, 4-6  |
| Поражение | 9.  | 22 февраля 1998  | Антверпен, Бельгия      | Хард(i)  | Франсиско Ройг        | Евгений Кафельников Уэйн Феррейра    | 5-7, 6-3, 2-6  |
| Поражение | 10. | 25 октября 1998  | Лион, Франция           | Ковёр(i) | Франсиско Ройг        | Оливье Делатр Фабрис Санторо         | 2-6, 2-6       |
| Победа    | 17. | 11 апреля 1999   | Оэйраш (2)              | Грунт    | Дональд Джонсон       | Иржи Новак Давид Рикл                | 6-3, 2-6, 6-1  |
| Победа    | 18. | 19 сентября 1999 | Мальорка, Испания (2)   | Грунт    | Лукас Арнольд Кер     | Альберто Берасатеги Франсиско Ройг   | 6-1, 6-4       |
| Победа    | 19. | 1 октября 2000   | Палермо, Италия         | Грунт    | Мартин Гарсия         | Пабло Альбано Марк-Кевин Гёлльнер    | без игры       |
| Победа    | 20. | 18 февраля 2001  | Винья-дель-Мар, Чили    | Грунт    | Лукас Арнольд Кер     | Себастьян Прието Мариано Худ         | 6-4, 2-6, 6-3  |
| Победа    | 21. | 25 февраля 2001  | Буэнос-Айрес (3)        | Грунт    | Лукас Арнольд Кер     | Себастьян Прието Мариано Худ         | 5-7, 7-5, 7-65 |
| Победа    | 22. | 30 сентября 2001 | Палермо (2)             | Грунт    | Даниэль Орсанич       | Энцо Артони Эмилио Бенфеле           | 6-2, 2-6, 6-2  |

### Командные турниры (1-1)
| Результат | №  | Год  | Турнир                  | Покрытие | Команда                                                | Соперники в финале                                  | Счёт |
| --------- | -- | ---- | ----------------------- | -------- | ------------------------------------------------------ | --------------------------------------------------- | ---- |
| Поражение | 1. | 1994 | Кубок мира, Дюссельдорф | Грунт    | Испания · С. Бругера, Т. Карбонель, К. Коста           | Германия · К. Брааш, Б. Карбахер, П. Кюнен, М. Штих | 1:2  |
| Победа    | 1. | 1997 | Кубок мира, Дюссельдорф | Грунт    | Испания · Т. Карбонель, А. Коста, Ф. Мантилья, Ф. Ройг | Австралия · Т. Вудбридж, М. Вудфорд, М. Филиппуссис | 3:0  |

## Дальнейшая карьера
Уже в годы выступлений (в 1998—1999 годах) Карбонель входил в совет игроков Ассоциации теннисистов-профессионалов. В дальнейшем он занимал посты в Федерации тенниса Испании, в том числе в ранге её вице-президента.
Карбонель является владельцем нескольких теннисных клубов в районе Барселоны. Он также тренирует лично, среди его учеников — один из ведущих теннисистов Испании Роберто Баутиста Агут.